# Bitka na Sommi (1916.)
Bitka na Sommi počela je 1. srpnja 1916. a završila 18. studenog iste godine. To je bila bitka s najvećim gubitcima u Prvom svjetskom ratu.

## Uvod
Vojno zapovjedništvo četiri saveznika, članica Antante, dogovorilo je u Chantillyu u prosincu 1915. još jednu veliku simultanu ofenzivu protiv njemačkih položaja u Francuskoj. Istovremeno su odlučili otvoriti veliku, ciljanu ofenzivu na tri različita bojišta - na zapadnoj (francuskoj), istočnoj (ruskoj) i talijanskoj. Glavni zapovjednik britanskih ekspedicijskih snaga (engl. British Expeditionary Force - BEF) Douglas Haig smatrao je, da ofenziva treba krenuti u Flandriji, kako bi se njemačke snage odbacile od obala Belgije i smanjio pritisak njemačkih podmornica na opskrbne linije iz Britanije. No, kako su britanske snage na zapadnom bojištu bile mlađi partner, a postojala je i potreba suradnje s francuskim snagama, u veljači je dogovorena kombinirana ofanziva čiji cilj je bio spajanje Britanaca i Francuza na rijeci Sommi.
Planovi za ovu ofenzivu jedva su krenuli u realizaciju, kada su Nijemci 21. veljače 1916. krenuli u bitku za Verdun. To je poremetilo planove, jer su se Francuzi morali posvetiti obrani Verduna, a cijeli se teret prebacio na britanske snage. Kada je broj žrtava u obrani Verduna počeo vrtoglavo rasti, Francuska je zatražila od Britanaca pomoć da bi se rasteretio pritisak na branitelje Verduna. Britanci su se odlučili za ofenzivu na Sommi.

## Bitka
Njemačka obavještajna služba je doznala za napad, samo se nije znao datum. Snage Antante planirale su napad 25. ili 27. lipnja, no zbog lošeg vremena je prebačen na 1. srpnja. Bilo je planirano višesatno uvodno bombardiranje prije napada, na što su se Nijemci pripremili izgradivši duboke bunkere 20-ak metara pod zemljom. Bunkeri su dobili i električnu rasvjetu i ventilaciju, kako bi poslužili kao stambeni prostori.
Topništvo nije oslabilo njemačke položaje, a nije uništena ni bodljikava žica koju su snage Antante planirale uništiti šrapnelima.
Na samom početku napada, dvije su se divizije, irska iz Tynesida i 34. britanska divizija napale selo La Boisselle. 
No, kada je 34. britanska divizija u pravilnoj vrsti jurnula naprijed, bila je strašno desetkovana preciznom njemačkom strojničkom vatrom. Irci nisu bili ništa bolje sreće. Imali su jako velike gubitke, pa su se sklonili u rovove i rupe od granata.
Ispred mjesta Beaumont Hamel, Britanci su zauzeli položaje ispred kojih su položili ogromne mine i detonirali ih. Mislili su time raznijeti Nijemce, ili barem dimom, prašinom i zemljom sakriti svoj napad, no, doživjeli su čak gore gubitke od onih kod La Boissella.
Između La Boissella i Beaumont Hamela nalazi se šuma Thipval. U nju su uz dosta male gubitke, ušli Ulsterovci. Oni su odmah 1. srpnja dopuzali do njemačkih položaja i zauzeli vanjske dijelove Švapske redute. Tu su se Nijemci žilavo branili, pa su se morali skloniti u rovove.
U sljedećih nekoliko dana Britanci su zauzeli Švapsku redutu, ali su bili odsječeni. Bili bi zbrisani da im u pomoć nije stigla pomoć regimente iz Yorkshirea. Borbe su se nastavile, a na kraju borbe Ulsterovci su imali 2000 mrtvih i 2865 ranjenih i zarobljenih.
Za to je vrijeme trajao napad i na jugu. Britanci i Francuzi su s promjenjivom srećom i gubitcima zauzeli nekoliko kilometara bojišnice u dubinu.
Gubitci su do kraja kolovoza bili veoma veliki za obje strane, pa su Saveznici poslali na bojište novost: tenkove. Ova su primitivna vozila bila spora, bučna, krhka i nepouzdana. Kada ih je 13. rujna krenulo 50-ak u napad, 7 se pokvarilo, 17 se uništilo ili zapelo, ali 25 ih se čudno kotrljalo naprijed. Neki su bili uništeni od granata, ali su mnogi zauzeli ciljeve za manje od pola sata, što je izvanredan uspjeh, uzme li se u obzir udaljenost cilja, brzina tenka i prisustvo neprijatelja.

## Posljedice
Tenkovi su znatno pridonijeli napadu i zauzeto je 193 km2 teritorija, no poginulo je 415 000 Britanaca i vojnika kolonija, 195 000 Francuza i preko 500 000 Nijemaca, što čini Sommu najkrvavijom bitkom Prvoga svjetskoga rata.

## Vanjske poveznice
- Britanska armija: Bitka na Sommi 1916.
- Novi Zeland i bitka na Sommi  Arhivirana inačica izvorne stranice od 29. rujna 2007. (Wayback Machine)

Sestrinski projekti
|  | Zajednički poslužitelj ima stranicu o temi Bitka na Sommi (1916.)    |
|  | Zajednički poslužitelj ima još gradiva o temi Bitka na Sommi (1916.) |